# アビゲイル・ホッブズ
アビゲイル・ホッブズ（Abigail Hobbs）は、1692年4月18日にジャイルズ・コーリー、メアリー・ウォーレン、ブリジット・ビショップと共にウィッチクラフトの容疑で逮捕された、当時14歳から16歳の少女。セイラム村（今のダンバース）に移住する前、ホッブズ家は、先住民であるワバナキ連邦からの攻撃が激しい時期に、マサチューセッツ湾植民地の前線であるカスコに住んでいた。アビゲイル・ホッブズの父親のウィリアムと継母デリヴァランスもウィッチクラフトの容疑で告発された。
彼女は1692年4月から6月にかけて治安判事からの尋問を受けている最中に自白し、ジョン・プロクターなどの他人を告発した。
夜中に森の中を歩き回る風変わりな人物であり、法廷においても楽しげに魔女集会の説明をし、判事との私的な対談では殺人さえ自白した。告発者の少女たちはアビゲイル・ホッブズに同情し、彼女の言うことを積極的に支持した。